# アルファロメオ・アルナ
アルナ（Arna）は、イタリアの自動車メーカー、アルファロメオが1983年から1987年まで製造・販売した小型大衆車。

## 概要
アルファロメオと日産自動車の提携による合弁事業として、1983年のフランクフルト自動車ショーで発表された。車名は合弁会社名の「Alfa Romeo e Nissan Automoveicoli S.p.A」に由来する。
N12系日産・パルサー（欧州名チェリー）の姉妹車であるが、アルファスッド以来の自社製水平対向エンジン、トランスミッション、フロントサスペンションを流用している点が異なる（後輪サスペンションはパルサーと共通）。生産はイタリア半島先端近くのプラトーラ・セラに新築された工場で行われ、日本の日産でプレス加工されたボディパネルをイタリアで組み立てていた。この工場では日産の最新技術による産業用ロボットも積極的に導入され、日産版の「ニッサン・チェリー・ヨーロッパ」もここで生産された。
発売当初はアルファスッドの1,166cc63馬力エンジンを持つ3ドア(L)と5ドア(SL)の2車種であった。翌1984年に3ドア1,300ccのTIが追加、1985年には1200の出力が68馬力に向上、1,500ccのTIモデルも登場、この車種は「ニッサン・チェリー・ヨーロッパGTI」としても売られた。
日本には輸入されなかったが、姉妹車のN12系パルサーには「ミラノX1」という、アルファロメオを意識したグレード名のスポーティモデルが設定された。

## 評価

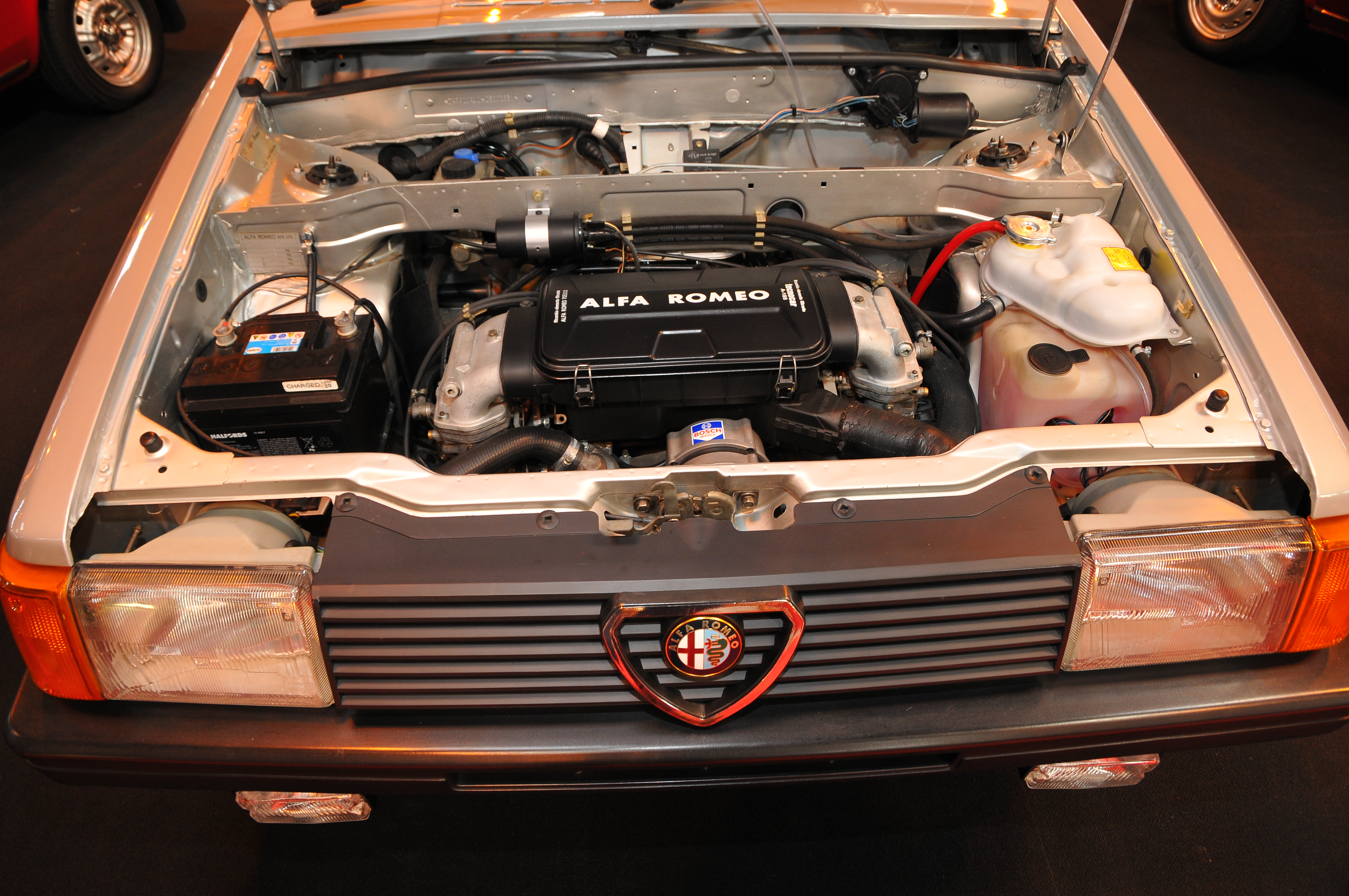
アルナ 1.5Tiのエンジンルーム

アルナはアルファロメオに付き物だった電装系のトラブルと、当時の日本車にありがちな没個性的なスタイルと退屈な操縦性という、両者の欠点を寄せ集めたような自動車であった。このため多くの自動車評論家やエンスージアストはアルナを酷評しており、「最も醜い車」のランキングのイタリア車部門ではアルナが上位にランクインすることもあった。アルファロメオと日産自動車の合弁事業自体も「両社にとって何一つ得るところのない失敗であった」と断じられることもしばしばである。
イギリスの自動車評論家であるクレイグ・チータムはアルナを評して「アルファロメオ最大の汚点」と断言したほか、ジェレミー・クラークソンはアルナを「アルファロメオで唯一の駄作」と酷評し、BBCバーミンガムの自動車番組『クラークソンズ・カー・イヤーズ』において、当時イギリス国内で341台の現存が確認されていたアルナを手榴弾で爆破し、現存340台に減らすという所業に及んだほどであった。
しかし、実際にプロジェクトに携わった関係者や入念な取材を行ったジャーナリストからは、アルナについてこれらの「過去の俗説」とは異なる見解も示されている。イタリアの自動車歴史家であるマッテオ・リカタは、『Alfa Romeo Arna：The True Story 1980-1987』の中でアルナの誕生経緯について述べている。1970年代後半にイタリア産業復興公社からアルファロメオに派遣されたエットーレ・マサテシ率いる新経営陣は、同社が1990年代までに経営を安定させるには少なくとも年間31万台以上の販売が必要であると算出したが、北部のナポリ工場、南部のポミリアーノ・ダルコ工場をフル稼働させても年間25万台の生産がやっとで、この目標の達成は困難であると認識していた。アルファロメオは、品質面で問題を抱えていたものの販売自体は好調であったアルファスッドの後継となるCセグメント車として、完全な自社設計のコードネーム905（33）を計画したが、33はルドルフ・フルシュカがアルファスッドにて体現した「頑丈なボクサーエンジン、鋭いハンドリング」のコンセプトをより正確に受け継ぐ車となった反面、生産コストは増大し、価格競争力でフィアット・リトモやフォルクスワーゲン・ゴルフに対抗するには厳しい現実も示されていた。マサテシは33の下位の価格帯かつ、アルファスッドのコンセプトを織り込んだ新たなエントリーモデルを合弁企業により製造して自社工場の生産数不足の穴埋めを行うプランを計画し、その結果として産み出されたのがコードネーム920（アルナ）であった。なお、リカタがアルナについて詳細な調査を行い、著書として上梓するにまでに至った要因は、世間一般に広まるアルナに関する俗説があまりにも根拠に欠けたものであることにうんざりしたためだという。
日産自動車の技術者であった千野甫によると、日産自身も欧州進出の足掛かりとして合弁元を探していた事実はあったが、アルファロメオが合弁先として最終的に日産を選んだ決め手は、1979年当時開発中であったN12型パルサーの開発スケジュールがアルファロメオ側のコードネーム920の市場投入スケジュールと合致していたこと、そしてN12型パルサーのトレッドがアルファスッドとほぼ同じで、アルファスッドのパワートレインやサスペンションを移植するのに適していたことであったという。開発にあたっては、横置きエンジンのパルサーを縦置きエンジンとするために相当の設計変更を必要とし、ダッシュボードから前方のセクションはほぼアルファロメオによる新開発に近いものとなった。特にハンドリングと操縦安定性については、アルファロメオ側が「アルファスッドの持ち味」を引き継がせるべく一切の妥協を許さない姿勢を見せたため、日産側の技術者との意見のすり合わせには千野自身も相当に苦労したと述懐している。ステアリングホイール、シフトノブ、ペダルなどもアルファロメオ自製のものが使用され、エルゴノミクスの点でもアルファロメオの顧客層に対する相応の配慮がなされていた。
こうして市場に送り出されたアルナに対して、イギリスの自動車ジャーナリストのビル・ボディは「モーター・スポーツ」誌にて「実用的な5ドアハッチバック車。路面からハンドルに伝わる感覚は若干漠然としており、アルファスッドほどしなやかではないが、十分軽快なハンドリング特性を有している。1.3Lエンジンも適度に活発な吹け上がりを見せ、5速マニュアルシフトはややせわしないシフト操作を要求されるものの、最大で約160km/h前後のパフォーマンスを示す。N12型パルサーからほぼ流用されているリアセクションは若干サスペンションが堅めという印象を受けるが、アルファロメオの技術陣は細部までうまくまとめ上げることでこれらを補填している。アルナは既にアルファロメオ車を持つ家庭がセカンドカーとして選択するのに適しているだろう」と評した。
アルナの総生産台数は、欧州市場に出荷されたチェリー・ヨーロッパとあわせて約5万3,000台である。千野自身は日産とアルファロメオの合弁解消の最大要因として「日本車の世界進出を警戒していた欧州の自動車各社から、日産の欧州進出の機会を与えてしまったアルファロメオに対する非難が集中し、経営上無視できないレベルにまで達してしまった」と述べており、アルナ自体に対しては「日産・アルファロメオ双方が目標としていた年間生産台数をクリアしており、商業的な失敗作ではなかった」と総括している。
2020年現在、アルナの現存数は極めて僅かなものとなってきており、イギリスではアルナ3台、チェリー・ヨーロッパ5台の計8台しか現存が確認されておらず、公道登録されている個体は2005年を最後に皆無となった。2019年にボナムズ・オークションに出品された1984年式チェリー・ヨーロッパ・GTIは非常に保存状態が良好な個体であったが、落札価格は約1,900英ポンドに留まっている。日本では、2010年時点でアルナの登録が1台のみ確認されている。
イタリア古典四輪二輪クラブ(Automotoclub Storico Italiano、ASI)」は2019年、アルナを生産から30年以上が経過した「歴史的車両」のひとつとして認定し、イタリア政府も公道走行の一部制限を条件に自動車税の大幅減免の優遇措置対象にアルナを認定した。大矢アキオによると、イタリアではこの優遇措置の対象となった車のオーナーの多くが節税や自動車保険の大幅割引の為にASIに歴史的車両としての登録を申請し、車両の維持保存に務めるようになるという。